# M'illumino di meno (singolo)
M'illumino di meno è un singolo del rapper italiano Frankie hi-nrg mc, pubblicato il 7 gennaio 2009.

## Descrizione
La canzone è stata scritta da Frankie per promuovere la campagna omonima a favore del risparmio energetico indetta dal programma radiofonico Caterpillar di Rai Radio 2.
Il singolo è stato reso disponibile per il download gratuito attraverso il sito ufficiale del rapper nonché sul suo portale Myspace.

## Video musicale
Il videoclip rappresenta Frankie che canta disteso per terra mentre delle persone creano una lampada fluorescente componendone i pezzi come fosse un LEGO, fino a rinchiudere il rapper nella stessa e infine attivarla.

## Tracce
1. M'illumino di meno – 3:25